# Robert Clark (aktor)
Robert Clark II (ur. 20 sierpnia 1986 w Chicago) – amerykańsko-kanadyjski aktor telewizyjny i filmowy, najlepiej znany z roli Vaughna Pearsona w serialu Dziwne przypadki w Blake Holsey High. Jest młodszym bratem Daniela Clarka.

## Kariera filmowa
Pierwszą rolą Roberta była rola w reklamówce płatków Honey Combs, w której występował z gwiazdą hokeja Wayne'em Gretzkym. Następnym krokiem w jego karierze było występowanie w serialach dla młodzieży takich jak np. Real Kids, Real Adventures. Po tych rolach przyszedł czas na większy projekt. Robert zagrał w serialu Archiwum Zacka, który jest nazywany młodzieżową wersją Z Archiwum X. Później wystąpił w filmie Powrót renifera oraz w filmach telewizyjnych jak Amerykańska dziewczyna. Największą popularność przyniosła mu rola Vaughna Pearsona w serialu Dziwne przypadki w Blake Holsey High.

## Wybrana filmografia

### Filmy fabularne
- 1999: Supergwiazda jako młody Eric Slater
- 1999: Bliźniaczki na boisku jako Helmet Head
- 2000: Amerykańska dziewczyna jako Steven Jr.
- 2012: Pegaz kontra chimera (Pegasus vs Chimera) jako Tello

### Seriale TV
- 2002–2006: Dziwne przypadki w Blake Holsey High jako Vaughn Pearson
- 2005: Weronika Mars jako Seth Rafter
- 2007–2008: Derek kontra rodzinka jako Patrick
- 2010: Magazyn 13 jako Gary